# Urzainqui
Urzainqui (spanska) eller Urzainki (baskiska), officiellt Urzainqui/Urzainki, är en kommun i Spanien.   Den ligger i provinsen och regionen Navarra, i den nordöstra delen av landet, 400 km nordost om huvudstaden Madrid.